# Немецкий социальный союз
Немецкий социальный союз (нем. Deutsche Soziale Union) — оппозиционная политическая партия в ГДР, возникшая в январе 1990 года в Лейпциге. Выбором названия партия выразила свою политическую близость к баварской партии Христианско-социальный союз.
В феврале 1990 года партия вошла в предвыборную коалицию с «Демократическим прорывом» и ХДС (ГДР). Партия получила на выборах 6,3 % голосов и 25 мест в парламенте. После выборов НСС вошёл в правительство ГДР. Петер-Михаэль Дистель стал заместителем премьер-министра и министром внутренних дел ГДР. Ганс-Вильгельм Эбелинг стал министром экономического сотрудничества.
После объединения Германии несколько депутатов от партии стали членами Бундестага.
Ныне — малочисленная правая партия. Имеет 3 депутатов в местных советах.